# کوستانتسا، ملکه سیسیل
کوستانزا (به ایتالیایی: Costanza) (۲ نوامبر ۱۱۵۴ – ۲۷ نوامبر ۱۱۹۸) ملکه سیسیل از سال ۱۱۹۴ تا ۱۱۹۸ میلادی بود تا اینکه پسرش، فردریش دوم به حکومت رسید و زمام امور را به دست گرفت.